# Kirbya aldrichi
Kirbya aldrichi là một loài ruồi trong họ Tachinidae.